# Geoff Brabham
Geoffrey Brabham (Sydney, 20 de março de 1952) foi um automobilista australiano. Ele é o filho mais velho de Jack Brabham e irmão de: Gary Brabham (meio) e David Brabham (caçula).

## Biografia
Foi coroado campeão da Can-Am em 1981.
Vencedor nas 24 Horas de Le Mans de 1993. Participou também da Champ Car (ainda unificada) entre 1981 e 1994, quando deixou as categorias de monopostos, após não se classificar para as 500 milhas de Indianápolis.

### CART[3]
| Ano  | Equipe            | Chassis        | Motor               | 1        | 2        | 3        | 4        | 5       | 6       | 7        | 8       | 9       | 10      | 11      | 12       | 13       | 14       | 15      | 16      | 17     | Pontos | Posição  |
| ---- | ----------------- | -------------- | ------------------- | -------- | -------- | -------- | -------- | ------- | ------- | -------- | ------- | ------- | ------- | ------- | -------- | -------- | -------- | ------- | ------- | ------ | ------ | -------- |
| 1981 | Kraco Racing      | Penske PC-7    | Cosworth DFX V8 t   | PHX1 9º  | MIL1     | ATL1     | ATL2     | MIC1    |         | MIL2     | MIC2    | WTG     |         | PHX2    |          |          |          |         |         |        | 14     | 27º      |
| 1981 | All American      | Eagle 81       | Chevrolet V8 t      |          | MIL1     | ATL1     | ATL2     | MIC1    | RIR 19º | MIL2     | MIC2    | WTG     | MEX 9º  | PHX2    |          |          |          |         |         |        | 14     | 27º      |
| 1982 | Bignotti-Cotter   | March 81C      | Cosworth DFX V8 t   | PHX 15º  | ATL 15º  |          |          |         |         |          |         |         |         |         |          |          |          |         |         |        | 110    | 8º       |
| 1982 | Bignotti-Cotter   | March 82C      | Cosworth DFX V8 t   |          |          | MIL 7º   | CLE 6º   | MIC 7º  | MIL 10º | POC 4º   | RIV 28º | ROA 15º | MIC 3º  | PHX 20º |          |          |          |         |         |        | 110    | 8º       |
| 1983 | Team VDS          | Penske PC-10   | Cosworth DFX V8 t   | ATL      | INDY 4º  | MIL      | CLE      |         |         |          |         |         |         |         |          |          |          |         |         |        | 13     | 21º      |
| 1983 | Wysard Racing     | March 83C      | Cosworth DFX V8 t   |          |          |          |          | MIC 22º | ROA     | POC      |         |         |         |         |          |          |          |         |         |        | 13     | 21º      |
| 1983 | Kraco Enterprises | March 83C      | Cosworth DFX V8 t   |          |          |          |          |         |         |          | RIV 18º | MDO     | MIC 12º | CPL 20º | LS 16º   | PHX      |          |         |         |        | 13     | 21º      |
| 1984 | Kraco Racing      | March 84C      | Cosworth DFX V8 t   | LBH 2º   | PHX1 16º | INDY 33º | MIL 17º  | POR 2º  | MEA 3º  | CLE 8º   | MIC1 9º | ROA 5º  | POC 14º | MDO 21º | SAN 15º  | MIC2 11º | PHX2 16º | LS 5º   | CPL 5º  |        | 87     | 8º       |
| 1985 | Galles Racing     | March 85C      | Cosworth DFX V8 t   | LBH 6º   | INDY 19º | MIL 12º  | POR 14º  | MEA 24º | CLE 2º  | MIC1 29º | ROA 15º | POC 19º | MDO 13º | SAN 4º  | MIC2 16º | LS 10º   | PHX 12º  | MIA 22º |         |        | 41     | 15º      |
| 1986 | Galles Racing     | Lola T86/00    | Cosworth DFX V8 t   | PHX1 10º | LBH 3º   | INDY 12º | MIL 21º  |         |         |          |         |         |         |         | SAN 11º  | MIC2 11º |          | LS 6º   | PHX2 8º | MIA 5º | 64     | 12º      |
| 1986 | Galles Racing     | Lola T86/00    | Honda V8 t          |          |          |          |          | POR 7º  | MEA 22º | CLE 14º  | TOR 14º | MIC1 4º | POC 12º | MDO 20º |          |          | ROA 22º  |         |         |        | 64     | 12º      |
| 1987 | Galles Racing     | Lola T86/00    | Honda V8 t          | LBH 16º  | PHX 8º   | INDY 24º | MIL 12º  | POR 9º  | MEA 4º  | CLE 22º  | TOR DNS | MIC 8º  | POC 2º  | ROA 2º  | MDO 7º   | NAZ 12º  | LS 5º    | MIA 3º  |         |        | 90     | 8º       |
| 1989 | Penske            | Penske PC-18   | Chevrolet 265A V8 t | PHX      | LBH      | Indy Wth | MIL      | DET     | POR 14º | CLE      | MEA     | TOR     | MIS     | POC     | MDO      | ROA      | NAZ      | LS      |         |        | 0      | NC (39º) |
| 1990 | Truesports        | Lola T89/00    | Judd AV V8 t        | PHX      | LBH      | INDY 19º | MIL      | DET     | POR     | CLE      | MEA     | TOR     | MIC     | DEN     | VAN      | MDO      | ROA      | NAZ     | LS      |        | 0      | NC (41º) |
| 1991 | Truesports        | Truesports 91C | Judd AV V8 t        | SUR      | LBH      | PHX      | INDY 20º | MIL     | DET     | POR      | CLE     | MEA     | TOR     | MIC     | DEN      | VAN      | MDO      | ROA     | NAZ     | LS     | 0      | NC (45º) |
| 1993 | Team Menard       | Lola T93/00    | Menard AV V6 t      | SUR      | PHX      | LBH      | INDY 26º | MIL     | DET     | POR      | CLE     | TOR     | MIC     | LOU     | ROA      | VAN      | MDO      | NAZ     | LS      |        | 0      | NC (50º) |
| 1994 | Team Menard       | Lola T93/00    | Menard AV V6 t      | SUR      | PHX      | LBH      | INDY NQ  | MIL     | DET     | POR      | CLE     | TOR     | MIC     | MDO     | LOU      | VAN      | ROA      | NAZ     | LS      |        | -      | -        |

## 500 Milhas de Indianápolis[4]
| Ano  | Equipe          | Chassis        | Motor             | Pneus | Largada           | Final             |
| ---- | --------------- | -------------- | ----------------- | ----- | ----------------- | ----------------- |
| 1981 | Kraco Racing    | Penske PC-9    | Cosworth DFX V8 t | G     | 15                | 5                 |
| 1982 | Bignotti-Cotter | March 82C      | Cosworth DFX V8 t | G     | 20                | 28                |
| 1983 | Team VDS        | Penske PC-10   | Cosworth DFX V8 t | G     | 26                | 4                 |
| 1984 | Kraco Racing    | March 84C      | Cosworth DFX V8 t | G     | 8                 | 33                |
| 1985 | Galles          | March 85C      | Cosworth DFX V8 t | G     | 9                 | 19                |
| 1986 | Galles          | Lola T86/00    | Cosworth DFX V8 t | G     | 20                | 12                |
| 1987 | Galles          | March 87C      | Honda V8 t        | G     | 14                | 24                |
| 1989 | Penske          | Penske PC-18   | Chevrolet 265A t  | G     | Retirou-Se        | Retirou-Se        |
| 1990 | Truesports      | Lola T89/00    | Judd AV t         | G     | 19                | 19                |
| 1991 | Truesports      | Truesports 91C | Judd AV t         | G     | 22                | 20                |
| 1993 | Team Menard     | Lola T93/00    | Menard V6 t       | G     | 29                | 26                |
| 1994 | Team Menard     | Lola T93/00    | Menard V6 t       | G     | Não Se Qualificou | Não Se Qualificou |

### 24 Horas de Le Mans[5]
| Ano  | Equipe                             | Nº | Co-Pilotos                  | Chassi                      | Pneus | Classe | Voltas | Posição | Posição Na Categoria |
| Ano  | Equipe                             | Nº | Co-Pilotos                  | Motor                       | Pneus | Classe | Voltas | Posição | Posição Na Categoria |
| ---- | ---------------------------------- | -- | --------------------------- | --------------------------- | ----- | ------ | ------ | ------- | -------------------- |
| 1989 | Nissan Motorsport                  | 25 | Chip Robinson Arie Luyendyk | Toyota TS010                | D     | C1     | 250    | DNF     | DNF                  |
| 1989 | Nissan Motorsport                  | 25 | Chip Robinson Arie Luyendyk | Nissan VRH35Z 3.5L Turbo V8 | D     | C1     | 250    | DNF     | DNF                  |
| 1990 | Nissan Performance Technology Inc. | 83 | Chip Robinson Derek Daly    | Nissan R90CK                | G     | C1     | 251    | DNF     | DNF                  |
| 1990 | Nissan Performance Technology Inc. | 83 | Chip Robinson Derek Daly    | Nissan VRH35Z 3.5L Turbo V8 | G     | C1     | 251    | DNF     | DNF                  |
| 1993 | Peugeot Talbot Sport               | 3  | Perry McCarthy Doc Bundy    | Peugeot 905 Evo 1B          | G     | C1     | 375    | 1º      | 1º                   |
| 1993 | Peugeot Talbot Sport               | 3  | Perry McCarthy Doc Bundy    | Peugeot SA35 3.5L V10       | G     | C1     | 375    | 1º      | 1º                   |